# Povl Baumann
Povl Erik Raimund Baumann (9 de noviembre de 1878-3 de julio de 1963) fue un arquitecto danés que desempeñó un papel fundamental en la transición del neoclasicismo al funcionalismo en la arquitectura residencial danesa. En 1910 fue uno de los fundadores de Den frie Architektforening, una asociación alternativa de arquitectos, y la dirigió durante los nueve años que existió.

## Primeros años y educación
Baumann nació el 9 de noviembre de 1878 en Copenhague, hijo del traductor Heinrich Johann Raimund Baumann y de Julie Augusta, de soltera Riise. Primero se matriculó en la Facultad de Tecnología Avanzada para estudiar ingeniería de la construcción, pero en 1888 interrumpió sus estudios tras solo tres semestres. De 1899 a 1901 asistió a clases en una escuela técnica mientras aprendía albañilería. En 1900 ingresó en la Real Academia Danesa de Bellas Artes, pero abandonó solo dos años después al considerar que la enseñanza no le satisfacía y se puso al servicio de Peder Vilhelm Jensen-Klint. Participó en una expedición arqueológica a Rodas de 1803 a 1805. En 1907 obtuvo una beca de la Academia de Arte.

## Carrera

### Primeras obras independientes
De 1908 a 1910, trabajó en los despachos de Jensen-Klint, Axel Preisler, Ulrik Plesner y el profesor Heinrich Wenck en la oficina de diseño de los Ferrocarriles Estatales Daneses. En estas oficinas, formó parte de un grupo de jóvenes arquitectos con ideas afines, entre los que también se encontraban Ivar Bentsen, Carl Petersen, Hans Koch y Thorkild Henningsen, con los que fundó la Asociación Danesa de Arquitectos en 1909.

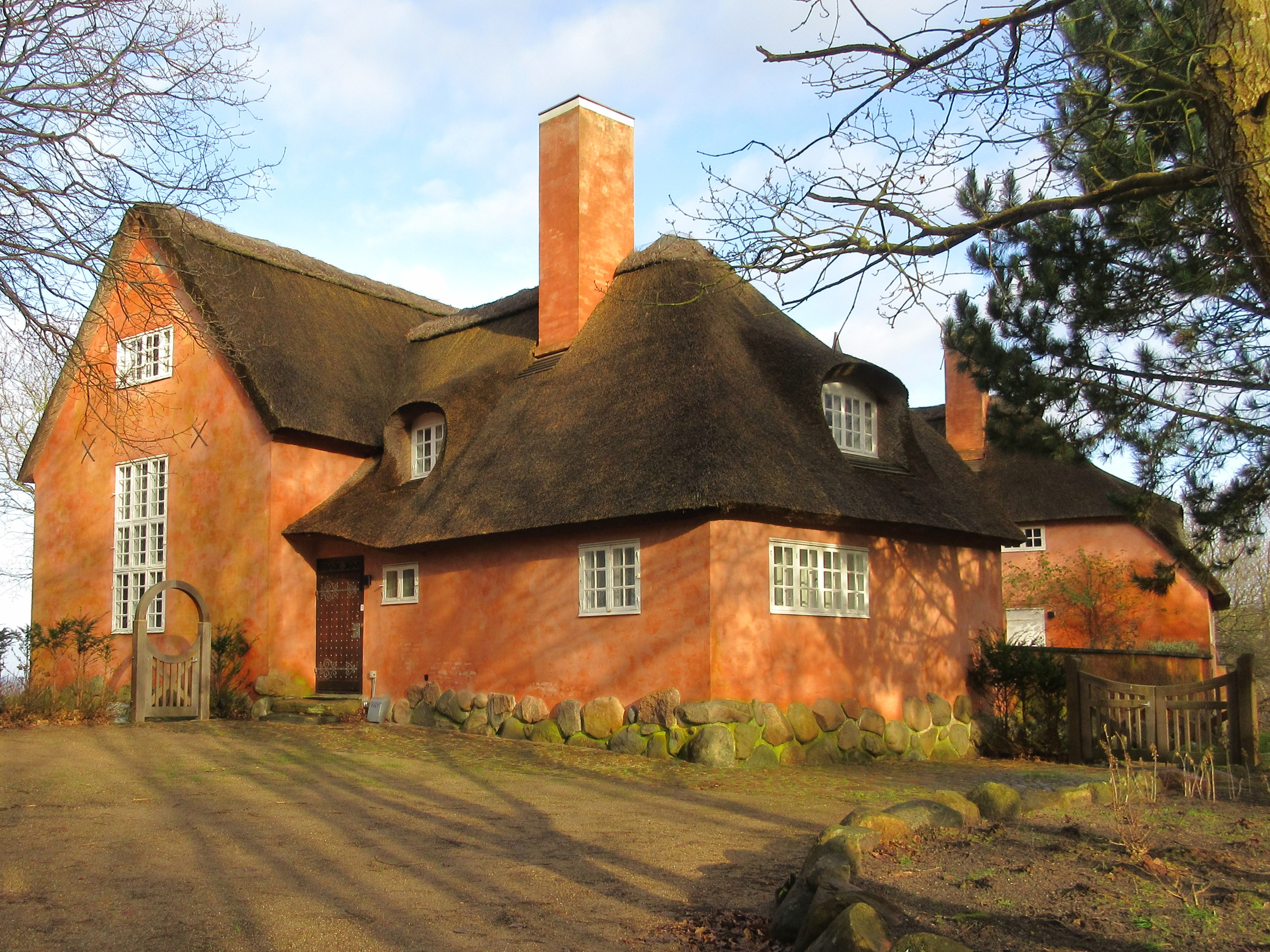
Rågegården, Rågeleje (1015)

El primer trabajo independiente de Baumann fue la casa Jenle para Jeppe y Nanna Aakjær en 1907-07. Su hermana conocía a Nanna Aakjær, a través de la escuela Sløid de Richardt, donde ambos habían trabajado.
En 1910, Baumann fundó su propio estudio. En los años siguientes, diseñó una serie de grandes villas y casas de campo, la mayoría en las acomodadas zonas residenciales del norte de Copenhague o en el norte de Selandia. Entre ellas se encuentran Rågegården, en Rågeleje, y Mikkelgård, en Hørsholm, ambas inscritas en el Registro Danés de Edificios y Lugares Protegidos.
Otras de sus primeras obras fueron una iglesia en Saint Croix y un estanco para  AM Hirschsprung & Sønner.

### Colaboraciones y encargos mayores

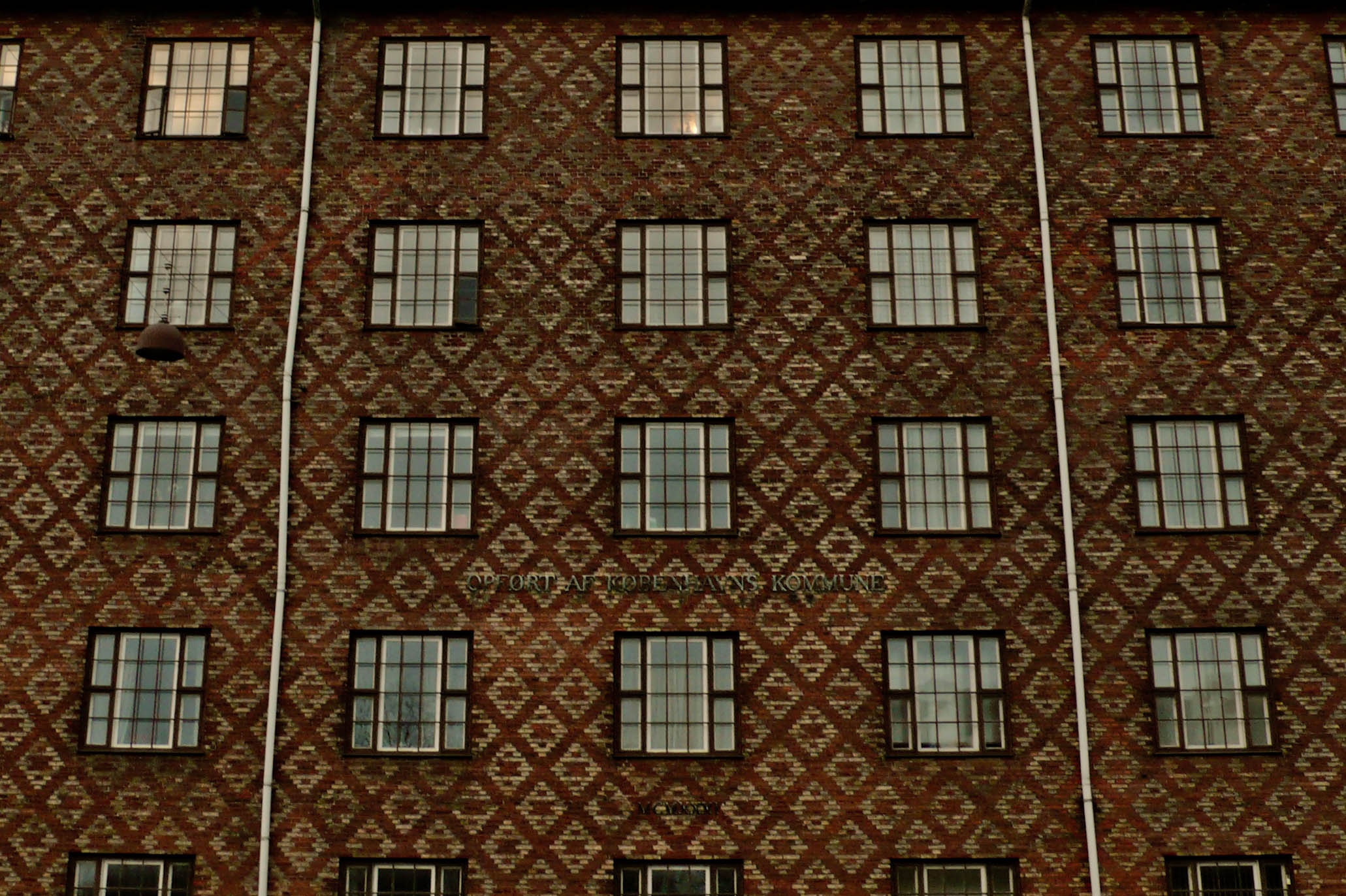
Obra de ladrillo de la Casa del Linóleo, apodada así porque el dibujo recuerda a un antiguo suelo de este material.

A finales de la década de 1910, Baumann comenzó a recibir grandes encargos, a menudo realizados en colaboración con otros arquitectos. En 1917 se terminó de construir en Vestergårdsvej una urbanización diseñada en colaboración con Ivar Benzon en 1914. En 1919-20 se construyó un edificio de apartamentos para el municipio de Copenhague en Struenseegade/ Hans Tavsens Gade. Ambos edificios recibieron premios anuales de la ciudad. Les siguieron otras urbanizaciones, entre ellas Møllegården en Amager Boulevard, Grønnegaarden en Borups Allé, Classens Have en Classensgade y Linoleumshuset en Åboulevard. Todos estos primeros edificios de apartamentos fueron diseñados en estilo neoclásico.

### Década de 1930-; Período modernista
A partir de 1930, la obra de Baumann se vio cada vez más influida por las tendencias modernistas de la época. Un ejemplo de ello es el edificio de oficinas Ved Vesterport, diseñado en colaboración con Ole Falkentorp entre 1930 y 1931. Otros ejemplos son las urbanizaciones Storgården y Klerkegården en Tomsgårdsvej.

## Vida personal
El 25 de noviembre de 1913 se casó con Elisabeth Christine Roerup (18 de septiembre de 1888-15 de mayo de 1971), hija del organista Otto R. (1855-1939) y de Anna Christine Elisabeth Jensen (1856-1935). Poseían una casa en Tibirke.

## Obras seleccionadas
- Iglesia de Santa Cruz (1913)

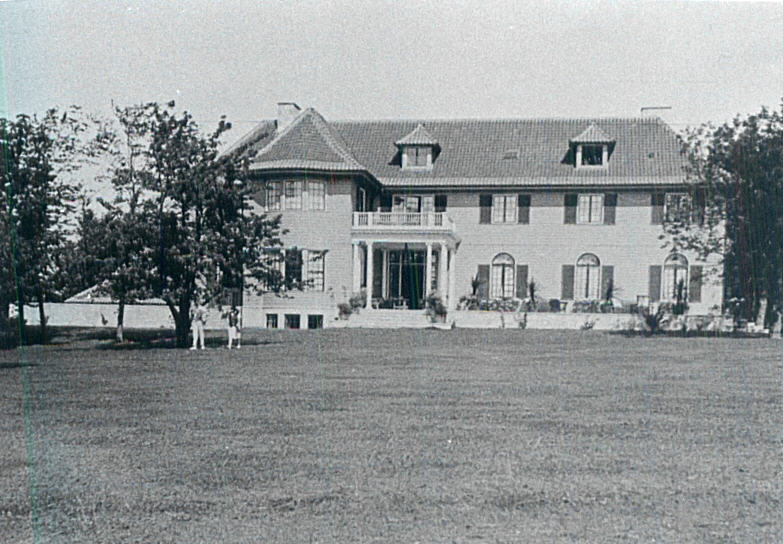
Villa Svastika de 1926

- Classens Have Housing (1924, con Carl Petersen y Ole Falkentorp).
- Villa Svastika (más tarde Christianshøj), Strandvejen, Rungsted (1927, jardín de GN Brandt, demolido en 1983)
- Linoleumshuset, Copenhague (1930-1931)[4]
- Edificio de oficinas Ved Vesterport (1930-1932, con Ole Falkentorp)
- Edificio residencial Storgården, Copenhague (1935, con Knud Hansen)
- Dansk Industri, Copenhague (1938-1939)

## Galería

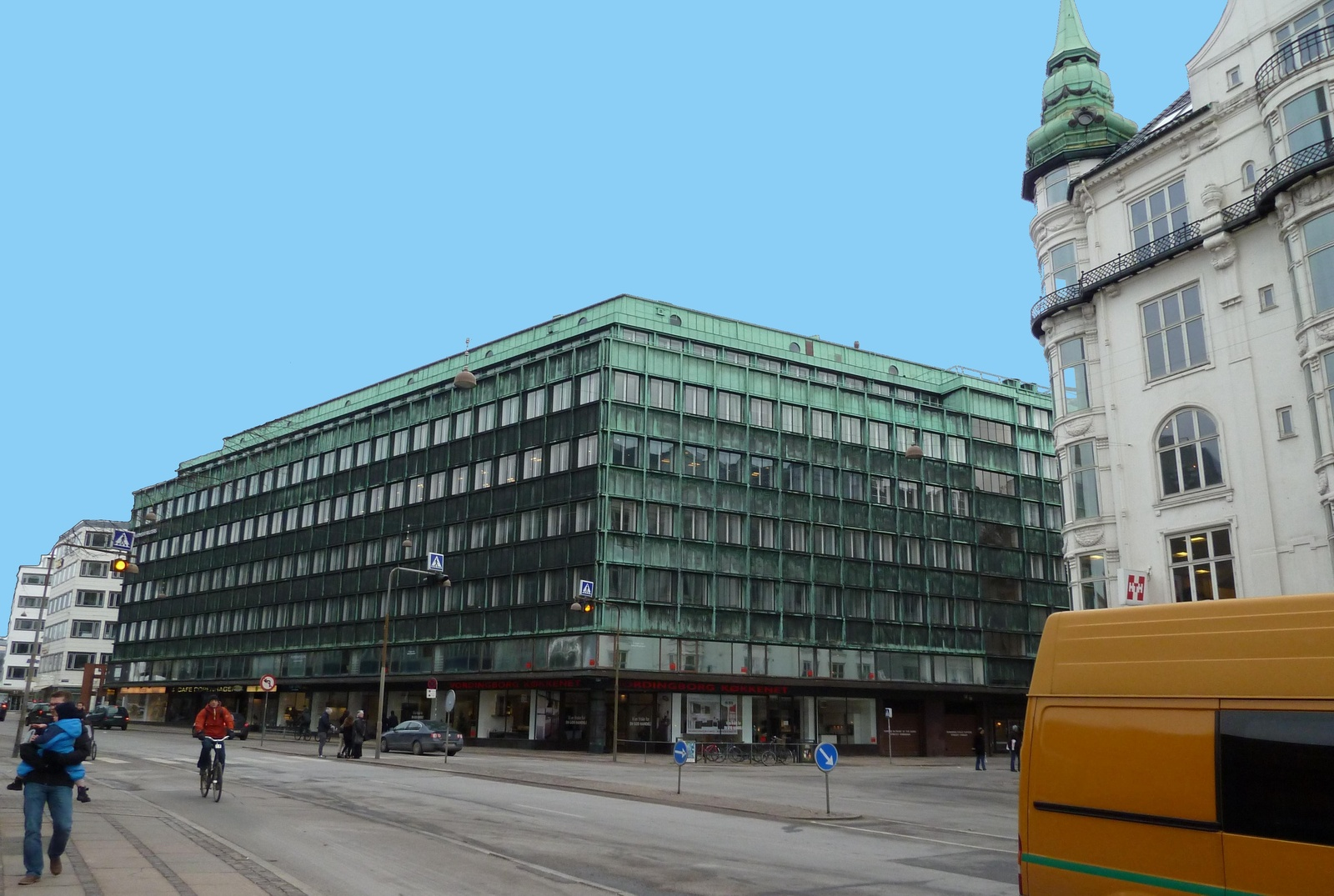
Ved Vesterport, Copenhague (1930-1932)
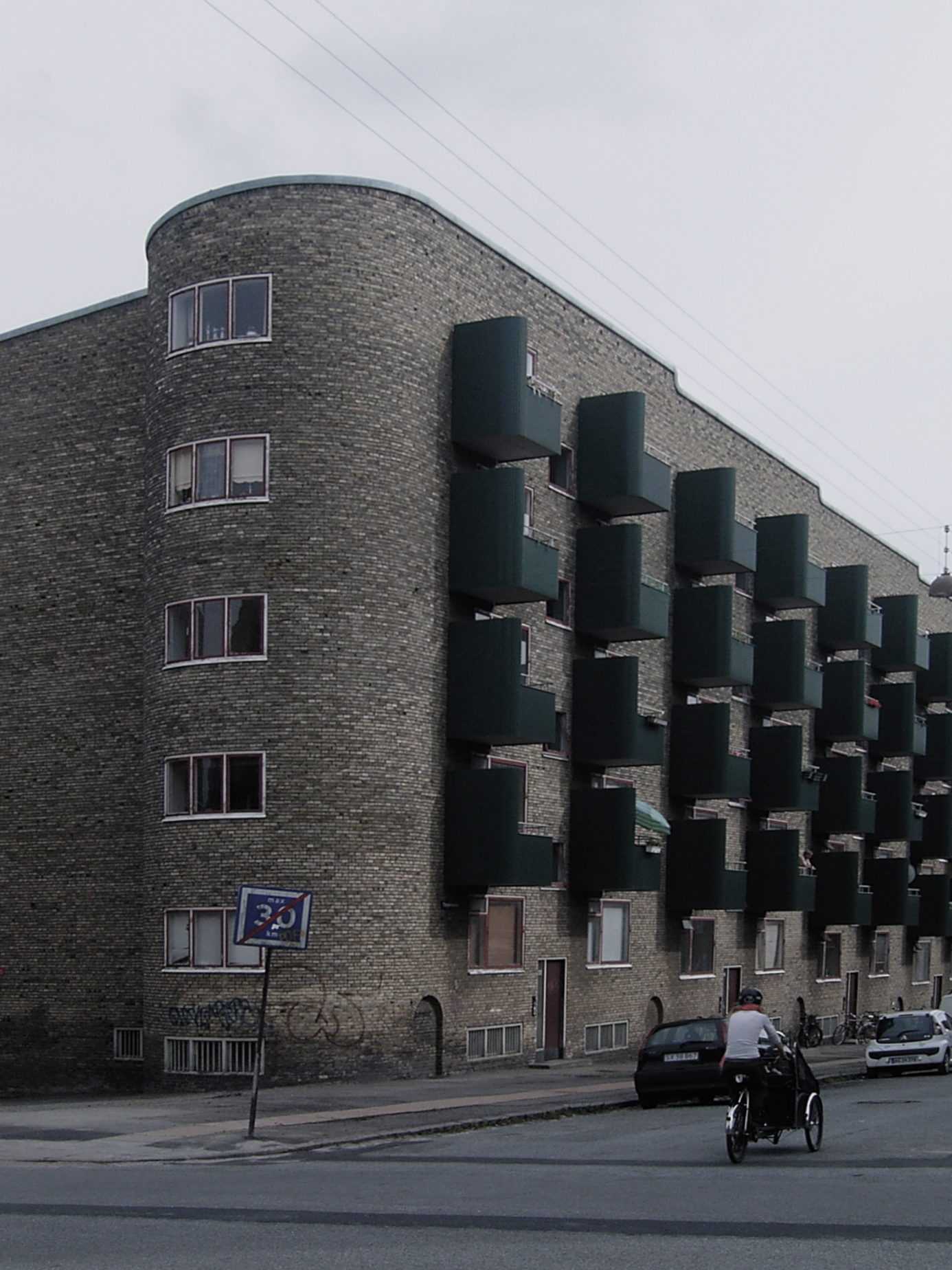
Storgården, Copenhague (1935)